# Спешна психиатрия
Спешна психиатрия е клиничното приложение на психиатрията при спешни ситуации . Състоянията, които могат да изискват спешна психиатрична помощ, включват: опит за самоубийство (суицидно поведение), злоупотреба с вещества, депресия, психоза и агресивно поведение, виолентни или други резки промени в поведението. Спешната психиатрична помощ се извършва от професионалисти в областта на медицината, психологията и социалната работа . Необходимостта от спешна психиатрична помощ в света рязко нараства през 60-те на 20 век, особено заради урбанизацията . Грижата за пациенти в ситуации, които включват спешна психиатрия, е комплексна .
Индивиди могат да пристигнат в институции, поемащи грижата за спешна психиатрична помощ, по тяхно доброволно желание и молба, чрез препоръка от здравен професионалист или принудително. Грижата за пациенти, нуждаещи се от психиатрична интервенция, обикновено обхваща кризисна стабилизация при обичайно сериозни условия, които включват остри или хронични умствени разстройства, или симптоми, близки до тези състояния .

## Определение
Симптоми и състояния зад психиатричните спешни състояния включват суицидности, злоупотреба с вещества, алкохолна интоксикация, остра депресия, наличие на делюзии, прояви на насилие, паник атаки и значителни, резки промени в поведението . Спешната психиатрия има за цел да идентифицира и/или лекува тези симптоми и психиатрични състояния. Лекарската или сестринската способност да идентифицира и да извърши интервенция при такива и други медицински състояния е от критично значение .